# Antoine Gillet
Antoine Gillet (ur. 22 marca 1988) – belgijski lekkoatleta specjalizujący się w biegu na 400 metrów, uczestnik letnich igrzysk olimpijskich w Londynie (2012).

## Kariera sportowa
W imprezach międzynarodowych startuje głównie jako członek sztafety 4 × 400 metrów. Na mistrzostwach Europy juniorów w Hengelo (2007) oraz młodzieżowych mistrzostw Europy w Kownie (2009) belgijska drużyna zajmowała czwarte miejsce. Podczas czempionatu młodzieżowców Gillet zajął także czwarte miejsce w biegu na 400 metrów. Ponownie tuż za podium Belgowie uplasowali się, w sezonie 2009, w biegu rozstawnym na uniwersjadzie i mistrzostwach świata. Na początku sezonu 2010 zdobył z kolegami z reprezentacji halowe wicemistrzostwo świata w sztafecie 4 × 400 metrów. Kilka miesięcy później pobiegł w eliminacjach na mistrzostwach Europy, w których belgijska sztafeta zdobyła ostatecznie brązowy medal. Stawał na podium mistrzostw Belgii i reprezentował kraj w drużynowym czempionacie Starego Kontynentu.
Rekordy życiowe: bieg na 400 metrów – 45,98 (21 lipca 2013, Bruksela).

## Osiągnięcia
| Rok  | Impreza                              | Miejsce   | Konkurencja        | Lokata     | Wynik         |
| ---- | ------------------------------------ | --------- | ------------------ | ---------- | ------------- |
| 2007 | Mistrzostwa Europy juniorów          | Hengelo   | sztafeta 4 × 400 m | 4. miejsce | 3:09,53       |
| 2009 | I liga drużynowych mistrzostw Europy | Bergen    | sztafeta 4 × 400 m | 1. miejsce | 3:07,30       |
| 2009 | Młodzieżowe mistrzostwa Europy       | Kowno     | bieg na 400 m      | 4. miejsce | 46,13         |
| 2009 | Młodzieżowe mistrzostwa Europy       | Kowno     | sztafeta 4 × 400 m | 4. miejsce | 3:04,51       |
| 2009 | Uniwersjada                          | Belgrad   | sztafeta 4 × 400 m | 4. miejsce | 3:06,61       |
| 2009 | Mistrzostwa świata                   | Berlin    | sztafeta 4 × 400 m | 4. miejsce | 3:01,88       |
| 2010 | Halowe mistrzostwa świata            | Doha      | sztafeta 4 × 400 m | 2. miejsce | 3:06,94       |
| 2010 | I liga drużynowych mistrzostw Europy | Budapeszt | sztafeta 4 × 400 m | 1. miejsce | 3:05,28       |
| 2010 | Mistrzostwa Europy                   | Barcelona | sztafeta 4 x 400 m | 3. miejsce | 3:03,49 (el.) |
| 2011 | Halowe mistrzostwa Europy            | Paryż     | sztafeta 4 × 400 m | 3. miejsce | 3:06,57       |
| 2011 | I liga drużynowych mistrzostw Europy | Izmir     | sztafeta 4 × 400 m | 1. miejsce | 3:01,59       |
| 2012 | Mistrzostwa Europy                   | Helsinki  | bieg na 400 m      | półfinał   | 47,15         |
| 2012 | Mistrzostwa Europy                   | Helsinki  | sztafeta 4 × 400 m | 1. miejsce | 3:01,09       |
| 2012 | Igrzyska olimpijskie                 | Londyn    | sztafeta 4 × 400 m | 6. miejsce | 3:01,83       |
| 2013 | Halowe mistrzostwa Europy            | Göteborg  | sztafeta 4 × 400 m | 4. miejsce | 3:07,98       |
| 2013 | I liga drużynowych mistrzostw Europy | Dublin    | sztafeta 4 × 400 m | 2. miejsce | 3:10,25       |
| 2013 | Igrzyska frankofońskie               | Nicea     | bieg na 400 m      | 1. miejsce | 46,64         |
| 2013 | Igrzyska frankofońskie               | Nicea     | sztafeta 4 × 400 m | 2. miejsce | 3:06,24       |
| 2014 | Mistrzostwa Europy                   | Zurych    | sztafeta 4 × 400 m | 7. miejsce | 3:02,60       |
| 2015 | Mistrzostwa świata                   | Pekin     | sztafeta 4 × 400 m | 5. miejsce | 3:00,24       |